# Belfast South (circonscription du Parlement britannique)
Pour les articles homonymes, voir Belfast South.
Belfast South est une circonscription électorale britannique située en Irlande du Nord.